# Montaut-les-Créneaux
Montaut-les-Créneaux (gaskognisch nur Montaut) ist eine französische Gemeinde mit 714 Einwohnern (Stand: 1. Januar 2022) im Département Gers in der Region Okzitanien. Sie gehört zum Arrondissement Auch und zum Kanton Gascogne-Auscitaine. Montaut-les-Créneaux ist zudem Mitglied des 2001 gegründeten Gemeindeverbands Grand Auch Cœur de Gascogne. Die Einwohner werden Montaltais(es) genannt.

## Lage
Montaut-les-Créneaux liegt etwa acht Kilometer nordöstlich der Stadt Auch. Umgeben wird Montaut-les-Créneaux von den Nachbargemeinden Preignan im Norden und Nordwesten, Mirepoix im Norden, Crastes im Osten und Nordosten, Nougaroulet im Osten und Südosten, Leboulin im Süden sowie im Westen und Südwesten von Auch.

## Bevölkerungsentwicklung
| Jahr                                                | 1800 | 1831  | 1881 | 1911 | 1921 | 1962 | 1968 | 1975 | 1982 | 1990 | 1999 | 2006 | 2011 | 2016 |
| Einwohner                                           | 484  | 1.084 | 812  | 643  | 527  | 521  | 474  | 433  | 510  | 612  | 618  | 621  | 672  | 707  |
| Quellen: Cassini und INSEE; heutiges Gemeindegebiet |      |       |      |      |      |      |      |      |      |      |      |      |      |      |

## Sehenswürdigkeiten
- Kirche Saint-Michel aus dem 12./13. Jahrhundert, Glockenturm aus dem 19. Jahrhundert, Monument historique seit 1995
- Kirche von Le Malartic
- Ehemalige Burg mit Donjon

Quelle:

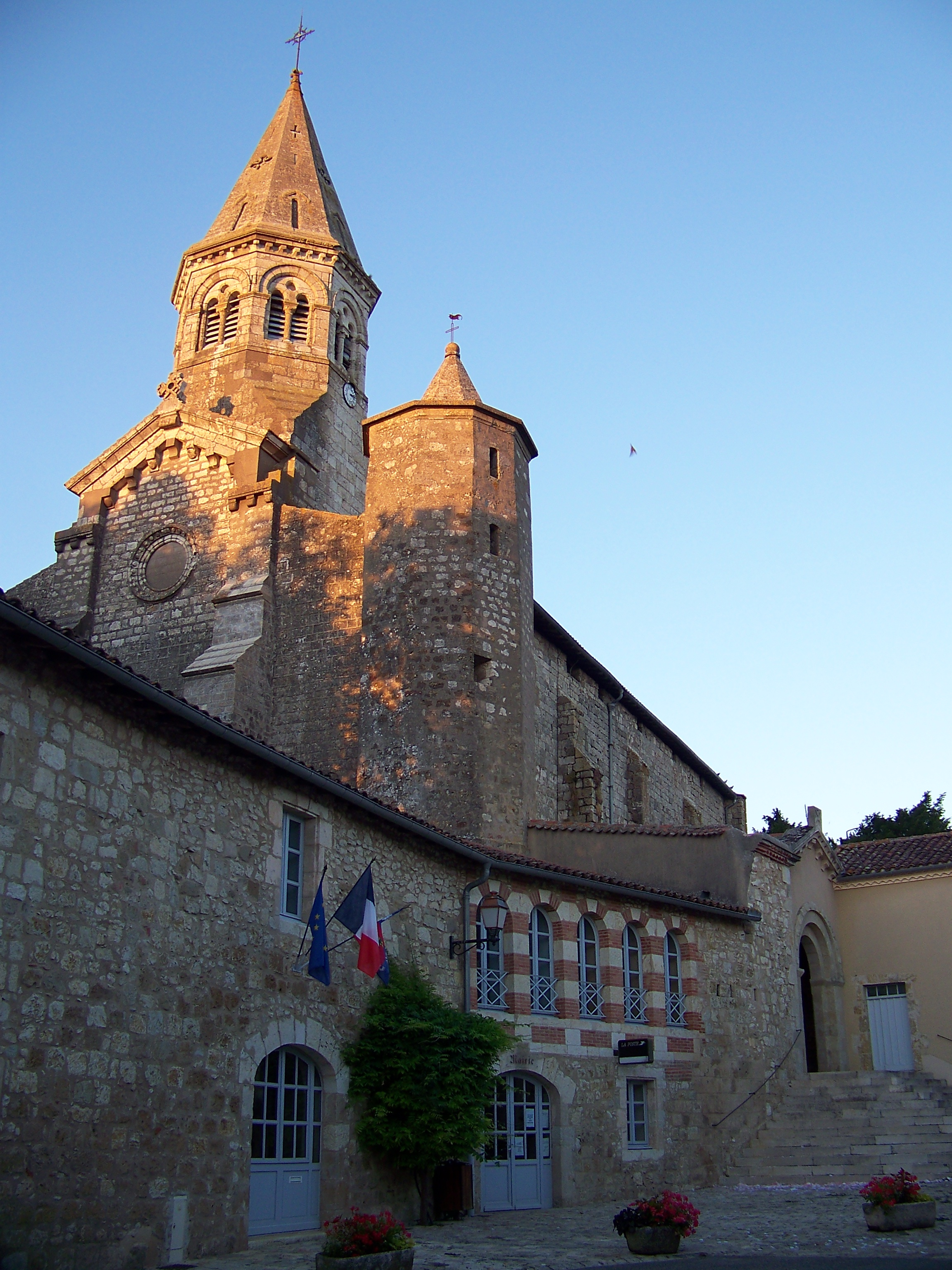
Kirche Saint-Michel
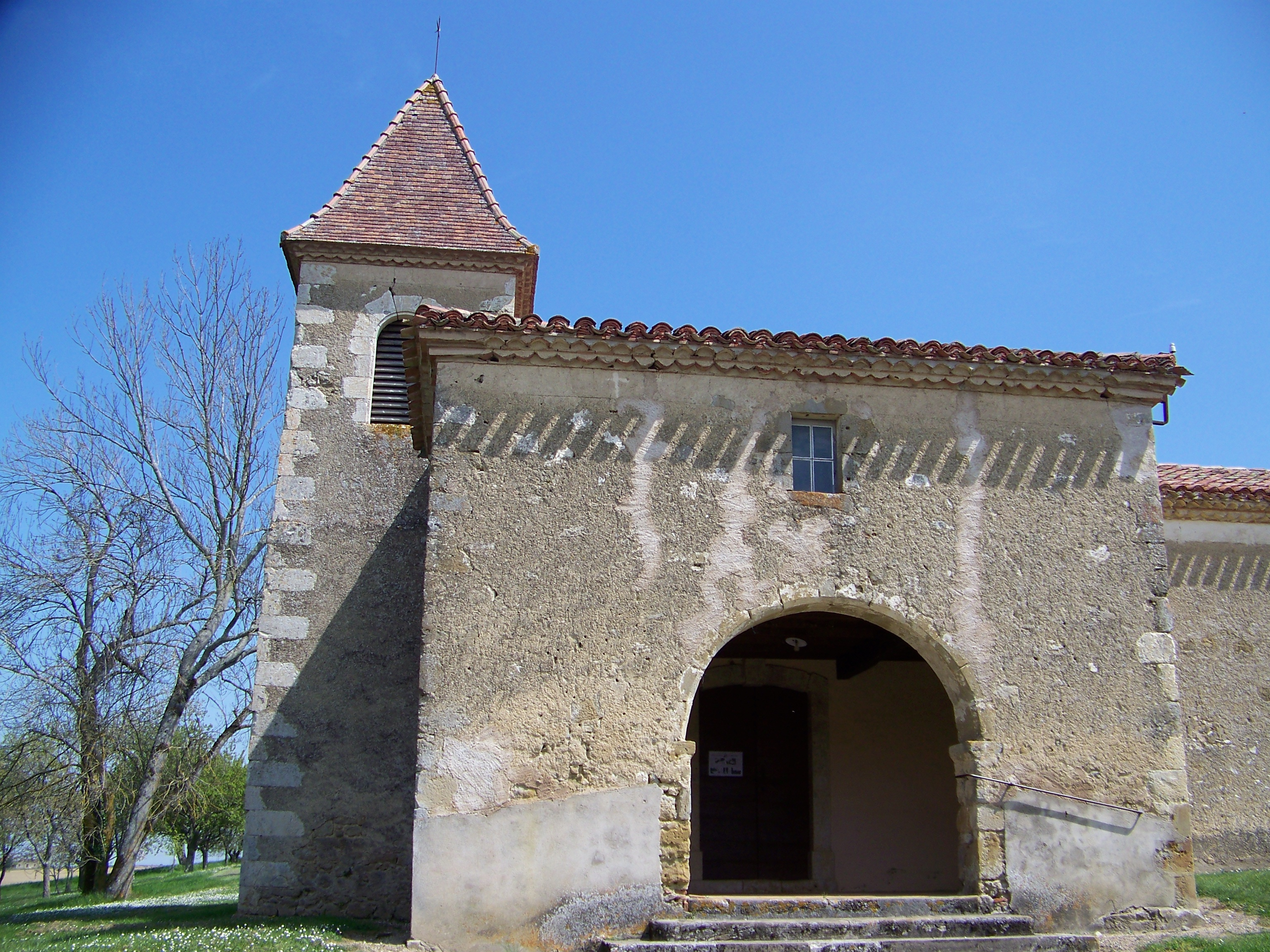
Kirche von Le Malartic